# Bătălia de la Porțile lui Traian
Bătălia de la Porțile lui Traian (în bulgară Битката при Траянови Врата, în greacă Μάχη στις Πύλες του Τραϊανού) a fost o înfruntare între oștile bizantine, pe de o parte, și cele bulgare, pe de altă parte, în anul 986.
Incidentul s-a produs în regiunea Sofia în trecătoarea omonimă (Poarta lui Traian). A fost cea mai dură înfrângere suferită de bizantini sub domnia lui Vasile al II-lea. După insuccesul de la Sofia, oștile bizantine s-au retras în Tracia unde, în munții Sredna Gora, au fost înconjurate de oastea bulgară sub ocârmuirea lui Samuil al Bulgariei. Oastea bizantină a fost anihilată iar Vasile al II-lea a reușit să scape cu greutate.